# Megumi Kudo
Megumi Takayama, meglio nota con il suo nome da nubile Megumi Kudo  (工藤めぐみ?, Kudou Megumi) (Koshigaya, 20 settembre 1969), è un personaggio televisivo ed ex wrestler giapponese.
Ha lottato per la maggior parte della sua carriera nella Frontier Martial Arts Wrestling.

## Carriera
La sua carriera iniziò all'età di 16 anni, quando venne ingaggiata dalla All Japan Women's Pro-Wrestling, ma l'esperienza terminò circa due anni dopo a causa dei pochi miglioramenti mostrati sul ring. Kudo tornò al suo vecchio lavoro di maestra d'asilo.
Tuttavia la sua passione per il wrestling non svanì del tutto e nel 1990 riuscì ad ottenere un ingaggio dalla FMW. Guadagnò velocemente una grande notorietà lottando nei match più importanti della card; la sua veloce ascesa venne attribuita alla sua bellezza, ma in realtà Kudo dimostrò sensibili miglioramenti delle proprie abilità. Divenne la wrestler di punta della divisione femminile della FMW e una delle più famose lottatrici donna in tutto il Giappone.
Si cimentò in svariate tipologie di match, in particolare nei violentissimi Barbed Wire Death Match. I feud più importanti li ebbe con Shark Tsuchiya, Combat Toyoda e Sumie Sakai.
Il 29 aprile 1997 affrontò Shark Tsuchiya in un "No ropes 200V double hell double barbed wire barricade double landmine glass crush death match", suo match d'addio. Rese vacanti i due titoli detenuti nella cerimonia di ritiro, il 13 giugno 1997.
Dopo il ritiro dall'attività professionistica ha lavorato in svariati programmi televisivi, commentando anche vari match di wrestling. Ha anche condotto un programma radiofonico settimanale.
Nel 1992, inoltre, pubblicò un CD musicale intitolato "Keep on Running".
È sposata con Hido Takayama, un wrestler conosciuto durante il periodo passato nella FMW.

## Personaggio

### Mosse finali
- Kudome Valentine (Vertabreaker)

## Titoli e riconoscimenti
Frontier Martial Arts Wrestling
- WWA Women's World Champion (6)
- Independent World Women's Champion (4)